# 卵精巣性性分化疾患
卵精巣性性分化疾患（らんせいそうせいせいぶんかしっかん、英: Ovotesticular disorders of sex development; OT-DSD）、旧称：真性半陰陽（しんせいはんいんよう、英: True hermaphroditism）は、卵巣組織と精巣組織の両方をもって生まれる稀な先天性疾患である。最も稀なDSDの一つであり、世界で500例しか報告されていない。一般的には、片方または両方の生殖腺が、精巣・卵巣両方の組織を含む卵巣である。混合性性腺異形成と似ている部分もあるが、組織学的に区別できる。

## 用語
OT-DSDは過去には true hermaphroditism と呼ばれていたが、2006年には既に時代遅れであるとされている。Hermaphroditism は両性具有や雌雄同体を意味し、精子と卵子の両方を生成する“種”を指すものでもあるので、ヒトを示す用語としては不適当とされた。

## 徴候・症状

### 身体症状
- 女性化乳房（症例の75%に認められる[7]）
- 陰核と陰茎の中間の大きさの小さな生殖茎[8]
- 尿生殖孔が完全に閉じていない（膣が浅い）[8]
- 会陰部への尿道口の異常開口[8]

### 認知症状
卵精巣性性分化疾患に関する研究では、限られた症例ではあるがこの病態が認知障害を引き起こすことはないとされている。

## 歴史
最初の症例は16世紀に記述された。

## 原因
この症状について幾つかの原因が考えられる。 
- 1つの卵子が分裂し、その後にそれぞれの一倍体卵子が受精し、発生初期に2つの受精卵が融合することによって起こる。
- 単一遺伝子の突然変異により生じる。
- 二重受精：1つの卵子にX精子とY精子が受精し、その後1つ以上の娘細胞でトリソミー修復（英語版）が行われて発生する。
- 2つの受精卵の融合：X精子とY精子が受精した2つの卵子が融合すると、1つの雄性受精卵と1つの雌性受精卵から四配偶子キメラ（46XX/46XYキメラ）が形成されることがある。
- 有糸分裂エラーまたは減数分裂エラーによる性染色体モザイクの発生による。
- SRY 遺伝子の突然変異により発生することがある[11]。
- その他 
  - X連鎖遺伝子座の変異・重複・欠失（SRY陰性卵精巣性性分化疾患）
  - 常染色体下流遺伝子の変異（SRY陰性卵精巣性性分化疾患）
  - 常染色体精巣決定遺伝子の抑制（46,XX卵精巣性性分化疾患）[12]
  - SOX9（英語版） 遺伝子の重複：報告は3件しかなく、非常にまれな原因である[13]。

SRY 遺伝子は、卵精巣性性分化疾患が発見された患者の8 - 10%に認められる。SRY遺伝子の遺伝的構成から、精巣卵巣症候群はより不均一な状態であることが示唆される。

## 分類
OT-DSDには4つの異なるバリエーションがあると記録されている。それは、対称性（Bilateral）、一側性（Unilateral）、両側性（Lateral）、不定性（Indeterminate）である。
- 対称性：卵巣と精巣の組織が両側に現れる[15]。
- 一側性：片側に卵精巣（卵巣組織と精巣組織の両方を持つ）があり、もう片側には精巣または卵巣がある[15]。
- 両側性：片側に精巣が、もう片側には卵巣がある[15]。
- 不定性：病態は存在するが、精巣組織または卵巣組織の場所が確認できない[15]。

### 核型
OT-DSDの核型はXXが最も多く（症例の55 - 80%）、この型の殆どはSRY陰性である。
次いで多いのはXX/XY（症例の20 - 30%）とXY（症例の5 - 15%）で、残りはその他の染色体異常やモザイクなどである。
症例の1⁄4にある程度のモザイクが認められる。46XX/46XYや、SRY変異を伴う46XX/47XXYまたはXX&XY、混合染色体異常、ホルモン欠乏/過剰障害、47XXYなどの核型がみられる。XX/XYキメラは1%未満である。

## 有病率
卵精巣性性分化疾患は性分化疾患の5%に見られる。
正確な症例数は不明であるが、1991年までに約500例が確認されている。また、525例以上が記録されていると推定されている。卵精巣性性分化疾患は世界中どこにでも出現し、報告されたりされなかったりするが、アフリカとヨーロッパからの報告が最も多い。

## 妊孕性
最も機能性の高い性腺は卵巣である。卵精巣の50%の症例で排卵の証拠を示す。精子形成は単独で存在する精巣にのみ観察され、卵精巣の精巣組織では滅多に観察されない。1994年の研究によると、精子形成が証明されたのは2例のみである。その2例の内の1例は、XX,46/XY,46混合で表現型的に男性であったが、父親として子供をもうけた。適切な手術を行えば、80%の症例が母親として受胎可能と推定されている。

### 妊孕性に関する症例報告
卵精巣性性分化疾患のヒトで妊娠可能なケースは極めて稀である。
1994年、283例を対象とした研究で、10人の卵精巣性性分化疾患患者で21例の妊娠が確認され、1人は父親として子供をもうけたとされている。
2010年現在、卵精巣性性分化疾患のヒトで妊娠が報告された文献は少なくとも11例あり、XY優性（96%）モザイクの患者が出産した例が1例ある。既知の子孫は全て男性である。男性として生殖可能であった例は少なくとも1例ある。
ヒトが自家受精できるかも知れないという仮想的シナリオがある。もしヒトのキメラが男性と女性の受精卵から形成され、ひとつの胚に融合し、両タイプの生殖腺組織が機能するようになれば、そのような自家受精は可能であろう。実際、両性具有が一般的なヒト以外の動物種ではこのようなことが起こることが知られており、ウサギでも観察されている。しかし、このような機能的自家受精や「真の両性具有」のケースはヒトでは記録されていない。